# Radu IV, o Grande
Radu IV o Grande (em romeno:  Radu cel Mare) (Valáquia, 1462 – Valáquia, 23 de abril de 1508) foi um Príncipe da Valáquia entre 8 e 15 de Setembro de 1495 até à sua morte em Abril de 1508, estando já associado ao governo do pai desde 1492. Era o terceiro filho e segundo sobrevivente de Vlad, o Monge e da sua esposa, Rada. Radu subiu ao trono em circunstâncias pouco claras, visto que o pai poderá tanto ter falecido como ter sdio deposto, em bora a primeira teoria seja a mais aceite. Radu era sobrinho de Vlad III, o Empalador (em romeno:  Vlad Țepeș), pois o seu pai era seu irmão.

## Relações internacionais
Apesar de o Principado da Valáquia ser teoricamente um vassalo do Reino da Hungria, Radu pagava um tributo anual ao Império Otomano, avaliado entre 8 000 e 12 000 moedas de ouro. O seu reinado foi pacífico, pois na época a Europa de sudeste vivia também num tempo de paz, pois estava ligada às forças otomanas contra o Irão, o que lhe permitiu manter boas relações com o rei Vladislau II da Hungria. Ele fez a mediação entre os seus dois senhores durante a assinatura da paz de 1503, na cidade de Szeged. O tratado final afirmou que a Valáquia e a Moldávia estavam sob a suserania da coroa húngara e prestou homenagem à Sublime Porta.
Radu mantinha também boas relações com a Polónia, apesar de o contingente valaquiano, de  2000 homens tenha contribuído para a vitória de Estêvão III da Moldávia contra o rei João I da Polónia durante a Batalha de Cosminului, a 26 de Outubro de 1497.
A 28 de Outubro de 1507, o príncipe Bodano III da Moldávia realizou uma expedição militar contra a Valáquia e devastou as aldeias ao redor da cidade de Râmnicu Sarat. As causas deste ataque não são conhecidas, talvez, fosse simplesmente um ataque de represália realizado pelo boiardo Bodano Popesti, como ato de intimidação de modo a dissuadir o seu vizinho a apoiar este último pretendente ao trono, ou simplesmente a vontade do jovem Bodano III para afirmar a continuidade da superioridade militar do Principado da Moldávia, ganha no reinado anterior. O déspota titular da Sérvia Jorge II Branković, que se havia tornado monge como "Máximo", da Casa de Branković, fora recentemente promovido a metropolita de Belgrado, estava no Principado da Valáquia numa missão diplomática em nome do rei da Hungria, interpôs-se entre os combatentes, afirmando que os povos dos dois países eram irmãos e que não deveriam lutar entre si. Bodano III retirou suas tropas e paz foi restaurada entre os dois príncipes

## As relações com a Igreja Ortodoxa
Entre 1498 e 1500 Radu reparou e ampliou o mosteiro Dealu, que se situava na periferia da capital, Târgovişte e onde ele planeava construir o seu túmulo. Também reparou o mosteiro Govora e a fundou o Mosteiro de Laposjna, perto da fronteira sérvia.
Segundo a tradição, o cognome  cel Mare ( O Grande ) foi dada pela historiografia eclesiástica pela hospedagem na Valáquia do Patriarca Ecuménico de Constantinopla Nifão II entre 1503 e 1505. Nifão dirigiu a igreja valáquia por algum tempo. No entanto Radu enfrentou a intransigência do patriarca quando ele se recusou a celebrar o casamento de sua irmã mais velha com um desertor boiardo, o logóteta Bodano, que já era casado. Radu vê este gesto como insolência, mas não comprometeu a sua posição em relação à igreja.
Após a saída do Patriarca Nifon, Radu nomeou o Metropolitan Máximo Branković.
Radu fez doações significativas para o Mosteiro Ortodoxo de Santa Catarina (1497) e confirmou doações para o Mosteiro de São Panteleimonos (1497-1502) e o Mosteiro de Dochiariou (1497) e entregou também grandes somas a vários mosteiros sérvios. Essas relações com o Sul eslavo estavam a gerar uniões dinásticas de príncipes romenos com princesas provindas dessa região.

## Fim do reinado
Radu IV continua a reinar até à sua morte, por doença, a 23 de Abril de 1508 depois de uma longa agonia, apesar do tratamento médico que recebeu. . Ele foi enterrado no mosteiro de Dealu (em romeno:  Manastirea Dealu), perto de Târgovişte. Cinco dos seu filhos foram príncipes da Valáquia. Foi sucedido pelo seu primo, Mihnea, o Mau, filho de Vlad, o Empalador.

## Casamento e descendência
Radu casou com Catarina Crnojević de Zeta, de quem teve:
- Vlad Vintila (?-10 de Junho de 1535), Príncipe da Valáquia entre 1532 e 1535;
- Pedro de la Argeș (? - depois de Março de 1545), Príncipe da Valáquia entre 1535 e 1545, sucedendo ao irmão. Quando subiu ao trono, mudou o nome para Radu Paisie.
- Mircea, o Pastor (? - 25 de Setembro de 1559, Príncipe da Valáquia, sendo deposto por duas vezes, mas regressando sempre. Abdicou 4 dias antes da sua morte.
- Cristina (?-1577), casou em 1559 com Stanciul din Bratovoesti Spătar;
- Ana (?)
- Boba (?), casou com grão-zupano e logóteta, que foi morto por Vintila.

Radu teve também filhos ilegítimos:
- Radu de Afumati, Príncipe da Valáquia por três vezes
- Radu Bădica, depôs Radu de Afumati em 1523, e reinou um ano, sendo deposto e possivelmente morto.